# Joan Sims
Irene Joan Marion Sims (Laindon, Essex, Egyesült Királyság, 1930. május 9. – Chelsea, London, 2001. június 28.) angol színésznő volt, akire leginkább a Folytassa…-sorozatban játszott szerepei és később az Ahogy múlik az idő (As Time Goes By) c. sorozatban alakított Madge Hardcastle miatt emlékeznek.

## Életrajz

### Korai évei
Joan Sims 1930-ban született a laindoni (Essex) vasútállomás állomásfőnökének leányaként. A vasútállomáson töltött gyermekkorból ered Sims korai érdeklődése a színészet iránt. Gyakran szórakoztatta színi előadásokkal a várakozó utasokat. Tinédzser éveiben hozta azt a döntést, hogy a szórakoztatóiparban kíván tevékenykedni, és hamarosan ismerős arccá vált az egyre szaporodó helyi amatőr produkciókban.
Sims először 1946-ban jelentkezett a RADA-ba (Royal Academy of Dramatic Art), de felvételije sikertelen volt. Első meghallgatása a Micimackó egy interpretációját tartalmazta. Felvették azonban a PARADA-ba, az akadémia előkészítő iskolájába, és végül, negyedik próbálkozásra Joan elvégezte és a RADA-n képezte magát. 1950-ben, 19 évesen végezte el az akadémiát.
Sims Brian Rix számos Aldwych színházi komédiájában feltűnt, de az igazi közege a színházi zenés, táncos előadások voltak, különösen Peter Myers darabjai. 1958-ban szerepet kapott Peter Coke Breath of Spring című darabjában, melyet a Cambridge-i színház három évig játszott.

### Karrierje a Folytassa… sorozatban (1959–1978)
Sims 1953-ban a Bajba jutott gentleman-ben (Will Any Gentleman…?) tűnt fel először a filmvásznon George Cole-al, melyet hamarosan követett a Botrány az áruházban (Trouble in Store). 1954-ben a Doctor in the House-ban szerepelt Dirk Bogarde-dal, mint a szexuálisan elfojtott, beszélő nevű „Rigor Mortis” (magyarul „hullamerevség”) nővér. Sims rendszeres szereplővé vált a Doctors sorozatban, melynek Betty E. Box volt a producere, így figyelt fel rá Betty férje, Peter Rogers. Néhány évvel később, 1958-ban Sims egy új forgatókönyvet kapott Rogerstől, a Folytassa, nővér!-t (Carry On Nurse). A sorozat első filmje, az 1958-as Folytassa, őrmester! (Carry On Sergeant) hatalmas kasszasiker volt az év őszén, így Rogers és Gerald Thomas a „nővér”-rel ennek folytatását terveztek.
Sims először a Folytassa, nővér!-ben játszott főszerepet, majd a Folytassa, tanár úr!-ban (Carry On Teacher) (1959), melyet a Folytassa, rendőr! (Carry On Constable) követett. Sims feltűnt a Folytassa tekintet nélkül!-ben (Carry On Regardless) is, mely megerősítette rendszeres szereplői pozícióját a Folytassa…-filmekben. Gyengélkedése miatt a Folytassa a hajózást!-hoz (Carry On Cruising)-hoz hirtelen kellett a helyére színésznőt keresni, így Dilys Laye játszotta a szerepét. Sims újra csatlakozott a csapathoz a Folytassa, Kleo!-ban (Carry On Cleo) (1964). A Folytassa, Kleo! sikerét követően a szereplőgárda tagja maradt az eredeti filmszéria végéig, a Folytassa, Emmanuelle-ig (Carry On Emanuelle), ez idő alatt 24 Folytassa…-filmben tűnt fel. A sorozat gyengére sikerült felélesztési kísérletére, a Folytassa, Kolumbusz! (Carry On Columbus) forgatására nem tért vissza.

### Magánélete
Sims, hasonlóan Folytassa-beli szereplőtársához, Kenneth Williamshez, soha nem házasodott meg. A homoszexuális Williams érdekházasságot ajánlott neki, melyet ő visszautasított. 1958-tól 3 évig együtt élt a szintén színész Antony Bairddel, de akárhányszor a szülei meglátogatták, megkérte őt, hogy az összes holmiját vigye el a lakásából. Miután egy látogatás során elmondta anyjának, hogy együtt él Bairddel, apja levelet írt neki, és Sims engedelmes gyermekként véget vetett a kapcsolatnak. A szakítást követően belevetette magát a munkába és keményebben dolgozott, de magányosnak érezte magát.

### Kései karrierje
A Folytassa…-sorozat 1978-as befejeztével számos szerepet játszott el helyzetkomédiákban, pl. az On the Up-ban. Vendég főszereplő volt a The Goodies című brit vígjáték-sorozatban.
1975-ben Katharine Hepburn és Sir Laurence Olivier oldalán tűnt fel a Love Among the Ruins-ban. Sims egy gyakran feltűnő szereplőt, Alf Garnett fecsegő anyósát alakította a hosszú ideig futó Till Death Us Do Apart brit televíziós sorozatban.
Sims 1986-ban a szintén hosszú ideig futó BBC sci-fi sorozatban, a Ki vagy, doki?-ban (Doctor Who) Katryca szerepét játszotta a The Trial of a Time Lord, és a The Mysterious Planet részekben. 1985-ben a Gyilkosság meghirdetve (A Murder is Announced) című filmben – Miss Marple történeteiből készült adaptációs sorozatban – Miss Murgatroyd szerepét alakította. 1994-ben szintén feltűnt Dickens Ahány férfi-jének (Martin Chuzzlewit) feldolgozásában Betsy Prig szerepében, valamint a Simon and the Witch sorozatban, mint Lady Foulkes-Custard.
Az 1990-1992 között futott BBC tévékomédia-sorozatban, az On the Up-ban is főszereplő volt Dennis Waterman mellett, Mrs. Wembley megformálójaként. 1993-ban rövid időre feltűnt a One Foot in the Grave, One Foot in the Algarve karácsonyi epizódjában. 1994-től ismert televíziós szereplővé vált az Ahogy múlik az idő-ben (As Time Goes By), Magde Hardcastle szerepében, aki a Geoffrey Palmer által alakított Lionel filmbeli mostohaanyja volt. Sims az utolsó két évad forgatásán már nem vehetett részt, mivel 2001-ben elhunyt. A sorozatban mindig valamilyen indokot mondtak arra, hogy miért nincs Rockyval: pl. ásatáson vett részt Egyiptomban. Sims feltűnt az 1987-es Szemesnek áll a világ (Only Fools and Horses) című nagy sikerű komédiasorozat egy epizódjában, és vendégszereplő volt egy sketch showban Victoria Wooddal.

### Utolsó évei
Élete végén Sims hosszú harcot vívott a depresszióval. Állapotát rontotta, hogy két éven belül elvesztette ügynökét, Peter Eade-et, legjobb barátnőjét, Hattie Jacques-t, és édesanyját. Az események elől alkoholizmusba menekült. 1999-ben Bell bénulástól szenvedett, 2000-ben eltörte csípőjét, melyből sikeresen felépült. Azonban az alkoholizmus eluralkodott rajta. Orvosával való egyeztetése után felajánlottak neki egy helyet egy rehabilitációs központban, de ő elhatározta hogy maga veszi kézbe életének irányítását. Ajánlatot kapott önéletrajzának megírására, és elvállalt egy szerepet Az utolsó szőke bombázó című BBC tévéfilmben Judi Dench és Olympia Dukakis oldalán, mely Simsnek – együtt önéletrajzi írásának kiadásával 2000 elején – rengeteg munkát, és mérhetetlen személyes örömet jelentett.

## Halála
2000 novemberében Sims ismét kórházba vonult, és egy rutinműtét okozta komplikációk miatt kómába esett. Élethossziglani barátnője, és színpadi helyettesítője, Norah Holland elmondta, hogy az orvosokat ámulatba ejtette Sims ereje és bátorsága végső betegsége idején.
2001. június 28-án, 10 perccel halála előtt Norah Holland gyengéden beszélt hozzá, felidézve a régi időket a Folytassa…-sorozatban, Kenneth Williamsről, és Hattie Jacques-ről. Holland fogta kezét halálakor. Testét elhamvasztották a Putney Vale-i krematóriumban, és a temető területén szórták szét hamvait.

## Tisztelgés
Halála után a még élő Folytassa…-szereplő, Barbara Windsor így szólt róla:  „Számomra Ő volt az utolsó a Folytassa… legnagyobbjai közül; Ő ott volt a kezdetétől. Tehetsége csodálatos volt; bármilyen akcentust, nyelvjárást elő tudott adni; tudott táncolni, énekelni, eljátszani a lompost és az elbűvölően elegánst. Állandóan nevettünk, és sokat kuncogtunk. Fájdalmasan hiányozni fog.”
2002 szeptemberében egy, Sims emlékének adózó dísztáblát avattak fel Barbara Windsorral a Thackeray Streeten Kensingtonban, és 2005 júniusában egy másikat a Joan Sims Tisztelőinek Társasága a laindoni vasútállomáson Essexben. Emlékére mutatták be a The Unforgettable Joan Sims c. műsort az ITV-n. Szintén fő helyet kapott a Folytassa… rajongóklub tag, Robert Reel vezette Comedy Map of Britain c. BBC 2 programban.

## Művei
- High Spirits by Joan Sims (ISBN 1-85225-280-4)

## Filmszerepei
- 1957: Just My Luck
- 1957: A meztelen igazság
- 1957: Folytassa, admirális!
- 1959: Folytassa, nővér!
- 1959: Folytassa, tanár úr! (tv-film)
- 1960: Duplacsavar
- 1961: Csak a javadat akarom (tv-film)
- 1964: Folytassa, Kleo!
- 1965: Folytassa, cowboy!
- 1966: Folytassa sikoltozva!
- 1966: Folytassa, forradalmár!
- 1967: Folytassa a sivatagban! (Folytassa az idegenlégióban!)
- 1968: Folytassa, doktor!
- 1968: Folytassa a Khyber-szorosban!
- 1969: Folytassa újra, doktor!
- 1969: Folytassa a kempingezést!
- 1970: Folytassa a szerelmet!
- 1970: Folytassa a dzsungelben!
- 1971: Folytassa, Henry!
- 1971: Folytassa, amikor Önnek megfelel!
- 1972: Folytassa külföldön!
- 1972: Folytassa, főnővér!
- 1973: Folytassák, lányok!
- 1974: Folytassa, Dick!
- 1975: (Love Among the Ruins) (tv-film)
- 1975: Folytassa az ásatást!
- 1975: Ellopták a dinoszauruszt
- 1975: Best of Folytassa…
- 1976: Folytassa Angliában!
- 1978: Folytassa, Emmanuelle
- 1996: (The Canterville Ghost) (tévéfilm)
- 2000: Az utolsó szőke bombázó (tévéfilm)

## Fordítás
Ez a szócikk részben vagy egészben  a   Joan Sims című angol Wikipédia-szócikk fordításán alapul.  Az eredeti cikk szerkesztőit annak laptörténete sorolja fel. Ez a jelzés csupán a megfogalmazás eredetét és a szerzői jogokat jelzi, nem szolgál a cikkben szereplő információk forrásmegjelöléseként.